# اپیمنیدس (دهانه)

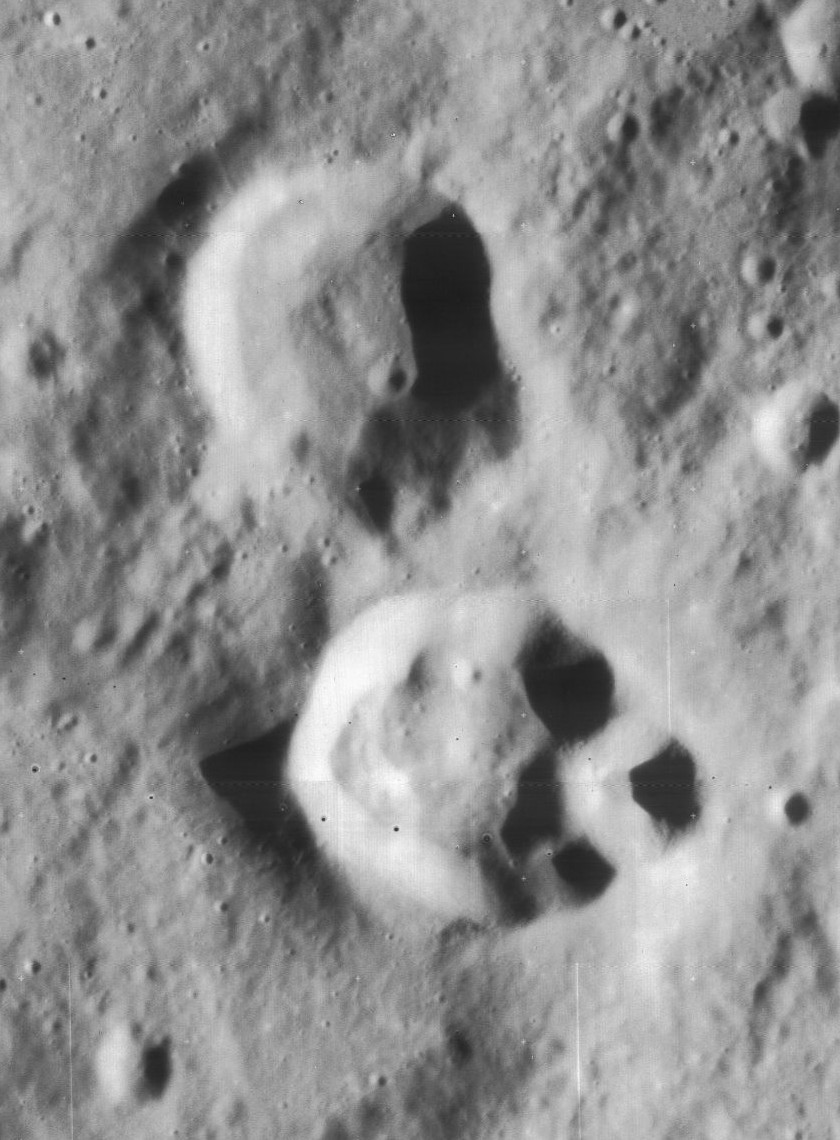
Epimenides

اپیمنیدس یک دهانه برخوردی در ماه‌ است.

## دهانه‌های اقماری
این دهانه ۴ دهانه اقماری دارد.
| Epimenides | عرض جغرافیایی | طول جغرافیایی | قطر          |
| ---------- | ------------- | ------------- | ------------ |
| A          | ۴۳.۲° S       | ۳۰.۱° W       | ۱۵.۰ کیلومتر |
| C          | ۴۲.۳° S       | ۲۷.۵° W       | ۴.۰ کیلومتر  |
| B          | ۴۱.۶° S       | ۲۸.۸° W       | ۱۰.۰ کیلومتر |
| S          | ۴۱.۶° S       | ۲۹.۳° W       | ۲۶.۰ کیلومتر |